# Nihoa madang
Nihoa madang är en spindelart som beskrevs av Raven 1994. Nihoa madang ingår i släktet Nihoa och familjen Barychelidae. Inga underarter finns listade i Catalogue of Life.